# Włodzimierz Wojciechowski (piłkarz)
Włodzimierz Wojciechowski (ur. 12 stycznia 1948 w Wolsztynie) – polski piłkarz grający na pozycji napastnika, reprezentant Polski. 

## Kariera klubowa
Najdłuższy okres swej kariery spędził w Olimpii Poznań, gdzie występował w latach 1957–1969 na poziomie II i III ligi. Następnie przez dwa sezony (1969–1971) był zawodnikiem Pogoni Szczecin. W barwach Pogoni występował na pierwszym poziomie rozgrywkowym. W 1971 wraz z Romanem Jakóbczakiem przeniósł się do Lecha, za co został zdyskwalifikowany przez zespół Pogoni. W nowym klubie zadebiutował w 1972 roku jeszcze w II lidze. W Lechu Poznań rozegrał łącznie 113 spotkań (15 bramek), z czego w I lidze 96 (9 bramek).

## Kariera reprezentacyjna
W reprezentacji debiutował 15 października 1972 w meczu z Czechosłowacją. Łącznie w reprezentacji wystąpił w 3 meczach, nie strzelając żadnej bramki. 
| l.p. | Data                 | Miejsce   | Przeciwnik        | Rezultat | Rozgrywki       | Grał   | Uwagi | Raport |
| ---- | -------------------- | --------- | ----------------- | -------- | --------------- | ------ | ----- | ------ |
| 1.   | 15 października 1972 | Bydgoszcz | Czechosłowacja    | 3-0      | mecz towarzyski | 90'    |       | [ 4 ]  |
| 2.   | 20 marca 1973        | Łódź      | Stany Zjednoczone | 4-0      | mecz towarzyski | od 46' |       | [ 5 ]  |
| 3.   | 28 marca 1973        | Cardiff   | Walia             | 0-2      | elim. MŚ 1974   | od 68' |       | [ 6 ]  |